# 仙字潭摩崖石刻
仙字潭摩崖石刻，位于中国福建省漳州市华安县沙建镇汰内村。1961年5月10日公布为第一批福建省文物保护单位，类型为石刻、造像及其他。2013年3月5日公布为第七批全国重点文物保护单位。